# Kanarek
Kanarek (Serinus canaria) – gatunek małego ptaka z rodziny łuszczakowatych (Fringillidae). Występuje w lasach Azorów, zachodnich Wysp Kanaryjskich i Madery. Nie jest zagrożony wyginięciem.

## Taksonomia
Po raz pierwszy gatunek opisał Karol Linneusz w 1758 na podstawie holotypu z Wysp Kanaryjskich. Nadał mu nazwę Fringilla Canaria. Obecnie (2021) akceptowana przez IOC nazwa to Serinus canaria. Możliwe, że tworzy nadgatunek z kulczykiem zwyczajnym (S. serinus), syryjskim (S. syriacus) i siwoszyim (S. canicollis), lecz pokrewieństwa są niejasne. Kanarek jest gatunkiem monotypowym. W 2015 zsekwencjonowano genom kanarka (była to samica). Na kariotyp składa się 78 autosomów i 2 chromosomy płci (co daje 2n=80). Chromosomy od 19 do 38 to mikrochromosomy.

## Morfologia
Kanarki osiągają długość ciała od 12,5 cm do 13,5 cm przy masie ciała 15–20 g. Ubarwienie dzikich kanarków jest ogółem zielonożółte z oliwkowo-brązowymi pasami. U samców spód ciała porastają matowe, złotożółte pióra, na brodzie, gardle i piersi występuje oliwkowy odcień. Wierzch ciała jest szary z ciemnym paskowaniem, a przód głowy – jasnożółty. Sterówki ciemnobrązowe, w okolicach skrajów ogona – jasnozielone. Sam ogon jest rozwidlony. Dziób jasnoróżowy, nogi i stopy brązowe. Samica przypomina samca, jednak wyróżnia się bardziej matowym upierzeniem, z większą ilością szarości z przodu głowy i z wierzchu ciała, do tego na głowie i grzbiecie ma intensywniejsze czarne paskowanie.

## Zasięg występowania
Naturalnie kanarki występują w obrębie Azorów, Wysp Kanaryjskich i Madery. Zamieszkują zachodnie Wyspy Kanaryjskie, bez Fuerteventury i Lanzarote. Introdukowane zostały na Portoryko, Bermudach i Hawajach.

## Ekologia i zachowanie
Środowiskiem życia kanarków są różnorodne nizinne i podgórskie lasy. Poza sezonem lęgowym tworzą duże stada, niekiedy liczące setki osobników. Tworzą też stada mieszane z makolągwami (Carduelis cannabina) i szczygłami (Carduelis carduelis). Kanarki żywią się głównie nasionami, głównie roślin zielnych i traw, zjadają również nieco pączków kwiatowych, owoców i owadów, szczególnie w sezonie lęgowym. Pieśń kanarka składa się z fletowych gwizdów i treli przedzielonych szczebiotami i wibrującymi dźwiękami; jedna trwa do 25 sekund.

### Lęgi
Pora gniazdowania zależna jest od wielu czynników, jak pojawienie się nowej, zielonej roślinności, jednak zwykle okres lęgowy zaczyna się w styczniu lub lutym i trwa do końca czerwca. Samce śpiewają cały rok, w okresie lęgowym śpiew nasila się. Samica wybiera miejsce na gniazdo i konstruuje większość gniazda, zaś samiec w tym czasie broni terytorium. Gniazdo umiejscowione jest na gęstym krzewie lub drzewie, ma kształt talerza. Budulec stanowią trawy, korzenie i mech, a wyściółkę – pióra i sierść. Para kanarków wyprowadza od 2 do 3 lęgów w roku. W zniesieniu są 3 lub 4 jaja o jasnoniebieskiej skorupce. Inkubacja trwa 13–14 dni. Młode są w pełni opierzone po 15–17 dniach życia, a w pełni samodzielne po blisko 36.

## Status
IUCN uznaje kanarka za gatunek najmniejszej troski (LC, Least Concern) nieprzerwanie od 1988 (stan w 2020). Liczebność populacji na wolności szacuje się na 3,00–5,05 milionów dorosłych osobników. Trend liczebności populacji uznawany jest za stabilny.

## W niewoli

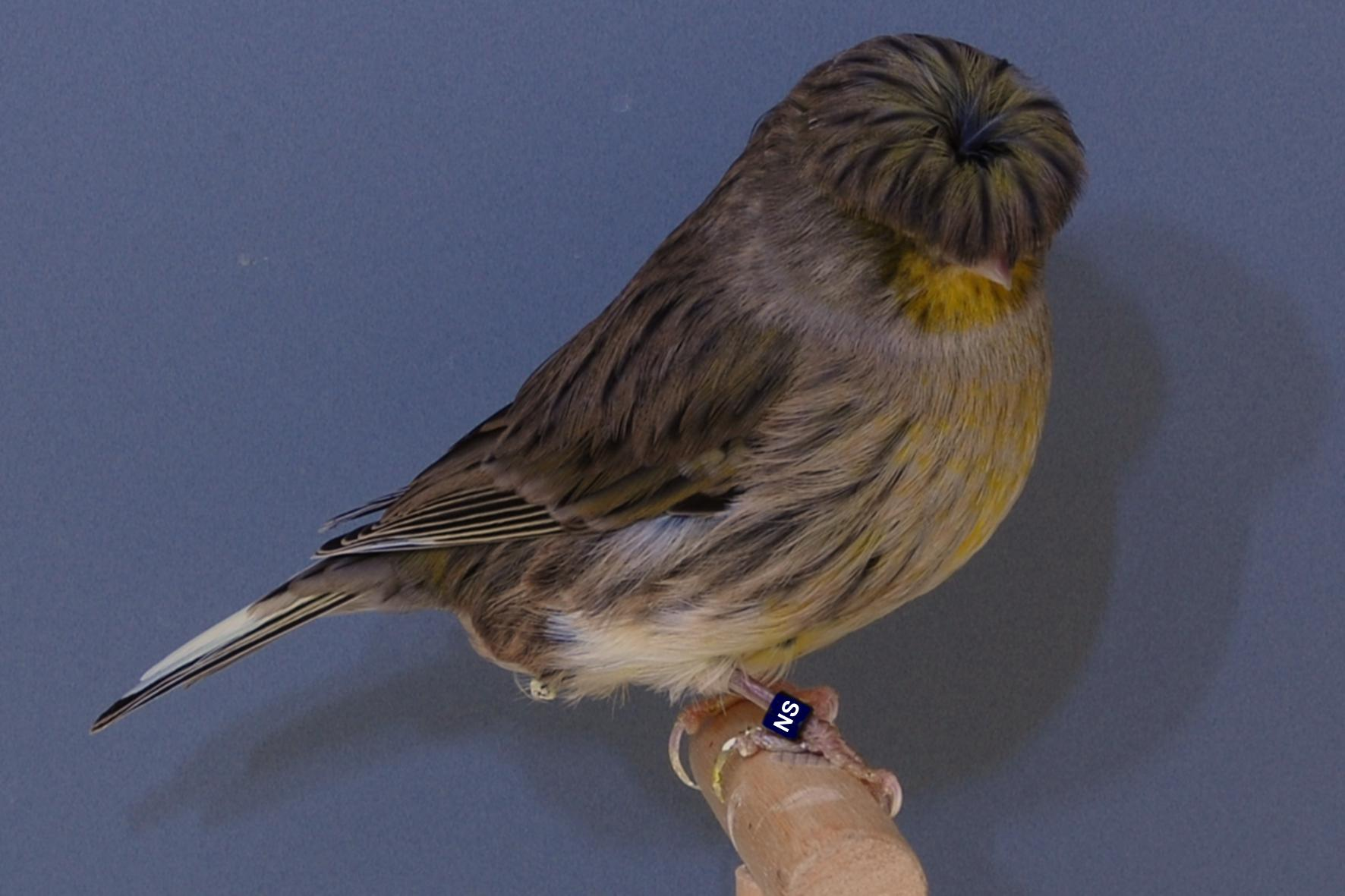
Gloster z koronką

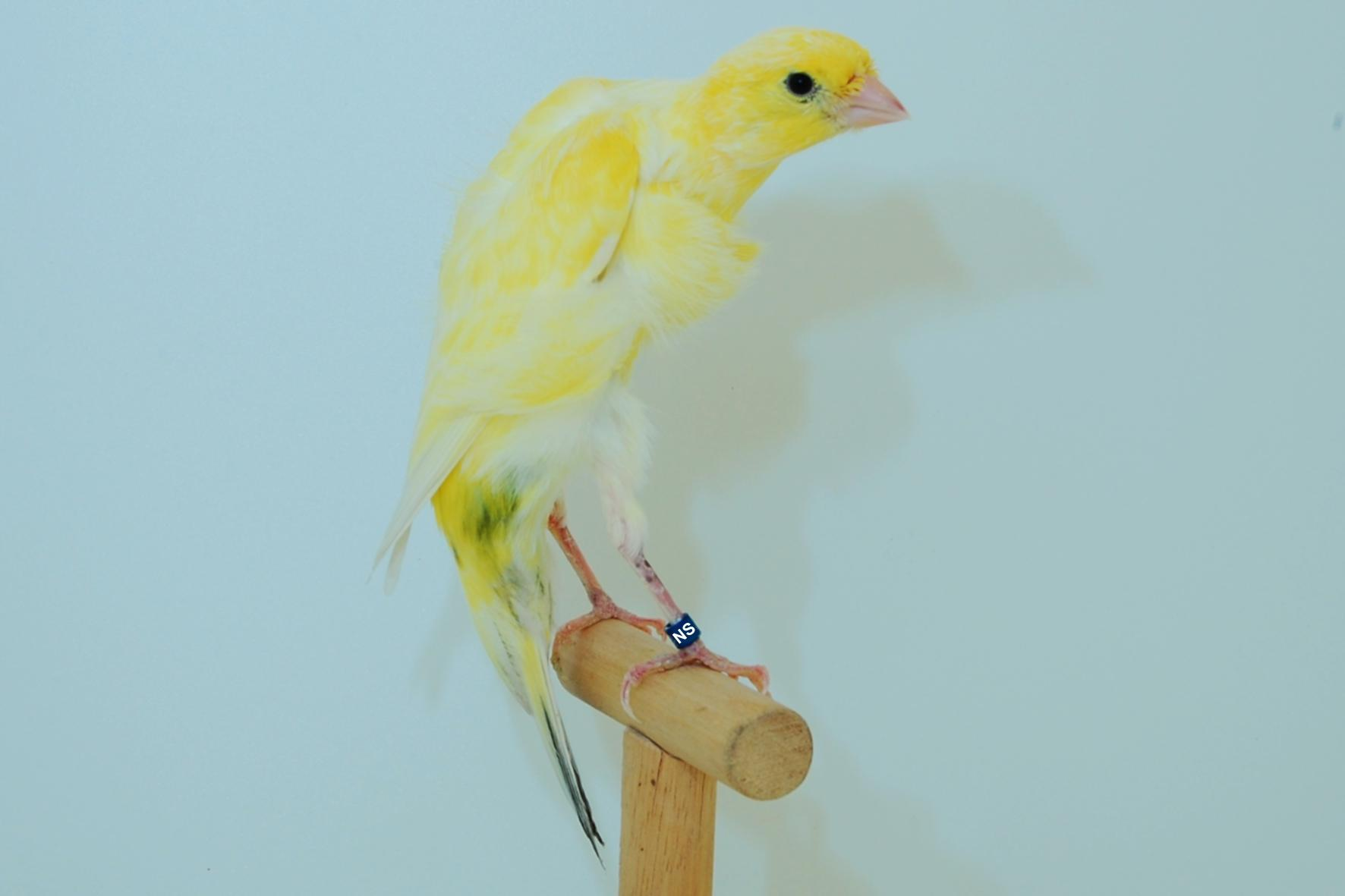
Kędzierzawy południowoholenderski

Jest protoplastą kanarka domowego. Pierwsze kanarki dotarły do Europy w 1409. Hodowla, do której początkowo prawo rościli sobie Hiszpanie (w głąb kontynentu przepuszczając jedynie samce), rozwinęła się po 1479, kiedy Hiszpanie przejęli Wyspy Kanaryjskie. Początkowo odchowywaniem kanarków zajmowali się mnisi w klasztorach. Około 1545 kanarki trzymano już w Anglii i Flandrii (dzisiejsza Belgia). Pod koniec XVI wieku kanarki hodowano również w Ameryce, Luksemburgu, Niderlandach i Burgundii (Francja). W 1. połowie XVII wieku kanarki dotarły do Włoch, następnie stamtąd do Niemiec. W XVII wieku hodowla kanarków skupiła się we Włoszech, a w XIX wieku – w górach Harz. Obecnie istniejące rasy kanarków dzieli się na 3 grupy: kanarki śpiewające, kanarki kolorowe (barwne) i kanarki kształtne (posturalne). Te ostatnie cechuje odmienny kształt, na przykład „korona” z piór na głowie, pióra przypominające łuski lub garbata postura. Kanarki kolorowe mają za to upierzenie w różnych wariacjach koloru żółtego, pomarańczowego i brązowego. Występują w dwóch grupach: lipochromowe (jasne) i melaninowe (ciemne). Kanarki żółte i białe pojawiły się już w XVI wieku. Niedużo jest podstawowych mutacji barwnych kanarków, jednak dzięki wzajemnym kombinacjom można otrzymać ich ponad 300.
W XIX i XX wieku używany w kopalniach do wykrywania toksycznych gazów (dwutlenek węgla, metan, tlenek węgla).